# Kartoffeldämpfer

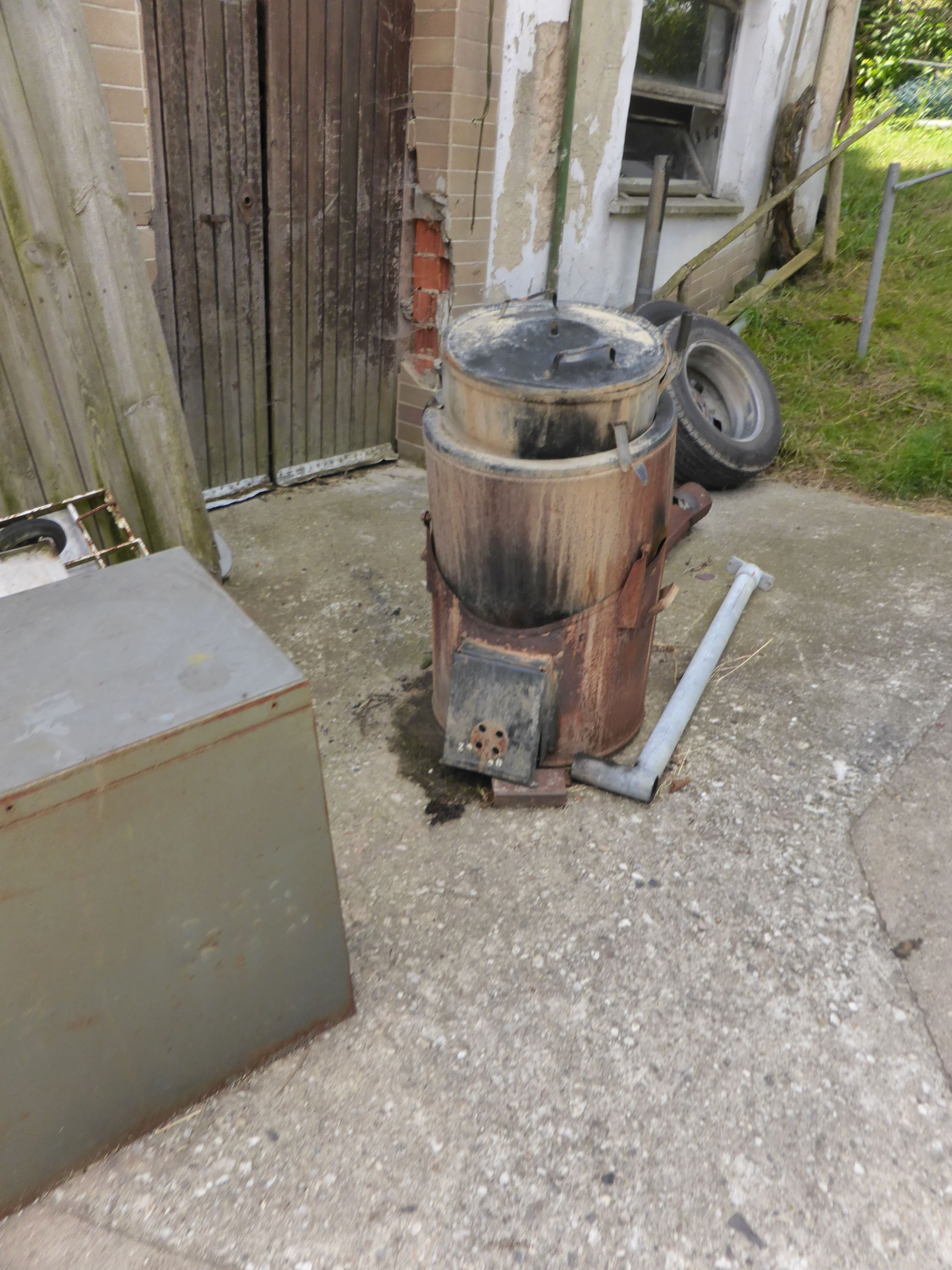
Kartoffeldämpfer

Ein Kartoffeldämpfer ist ein großer Dampfkessel, der mit Holz oder durch Strom geheizt wird. Kartoffeldämpfer werden hauptsächlich zur Schweinemast zum Dampfgaren des stärkereichen
Hauptfuttermittels Kartoffel eingesetzt. 

## Allgemeines
Schweine können die Kartoffeln im rohen Zustand nicht verdauen. Deswegen werden die Futterkartoffeln kurz nach der Ernte gedämpft und als Sofortfutter verwendet oder als Winterfutter in Silos oder Mieten eingelagert.

## Bauarten
Kartoffeldämpfer gibt es als Einzelkessel, als mobile Einrichtung auf einem Fahrwerk oder als stationäre Anlagen, wie die Kartoffeldämpfanlage Stöckse. Die im überbetrieblichen Einsatz genutzten mobilen Kartoffeldampfkesselanlagen ermöglichten es, vor Ort große Mengen Kartoffeln auf Vorrat zu säubern und zu dämpfen.

## Geschichte
In den 1950er Jahren hatten viele kleine Höfe eigene kleine Kessel auf ihren Dielen, in denen sie ihre Futterkartoffeln kochten. Mit zunehmenden Viehbeständen kamen dann zunächst mobile Dampfkessel auf Ackerwagen in Gebrauch, die von Hof zu Hof zogen und ihren Dienst verrichteten. Doch infolge des Wirtschaftsaufschwungs nach dem Zweiten Weltkrieg und dem einhergehenden Aufschwung in der Landwirtschaft reichte auch das bald nicht mehr. Es entstanden oft ortsfeste Dämpfanlagen mit deutlich größerer Kapazität. Die Hochzeit der Kartoffeldämpferei waren die 1960er Jahre. Damals erhielten die Landwirte kurzzeitig eine staatliche Prämie, wenn sie ihre Kartoffeln zum Dämpfen brachten. Doch mit zunehmender Verbreitung industriell gefertigten Kraftfutters nahm die Bedeutung der Dämpfanlagen stetig ab. Nach und nach wurden sie stillgelegt und abgerissen oder verfielen.

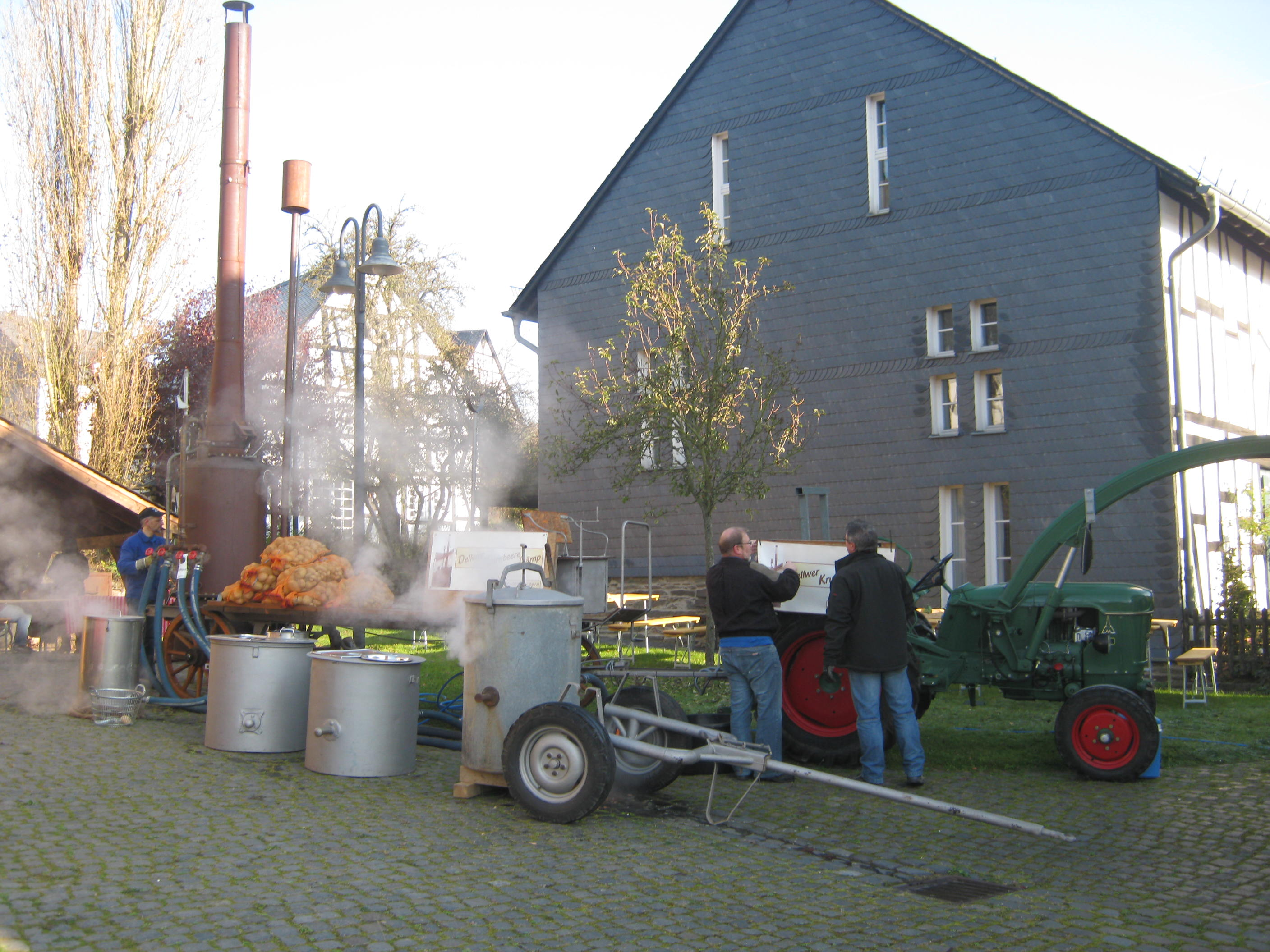
Kartoffeldämpferkolonne
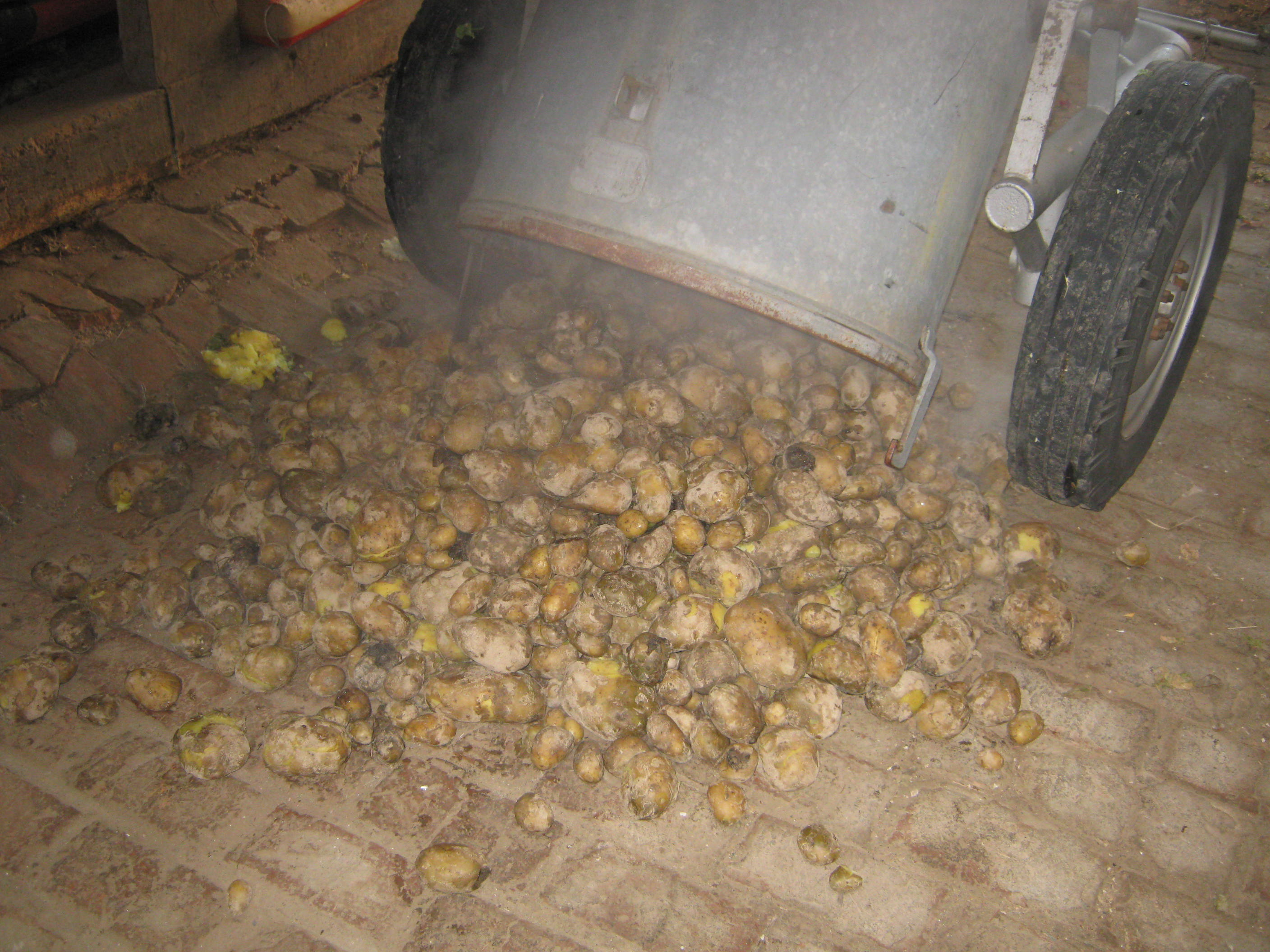
Gedämpfte Futterkartoffeln
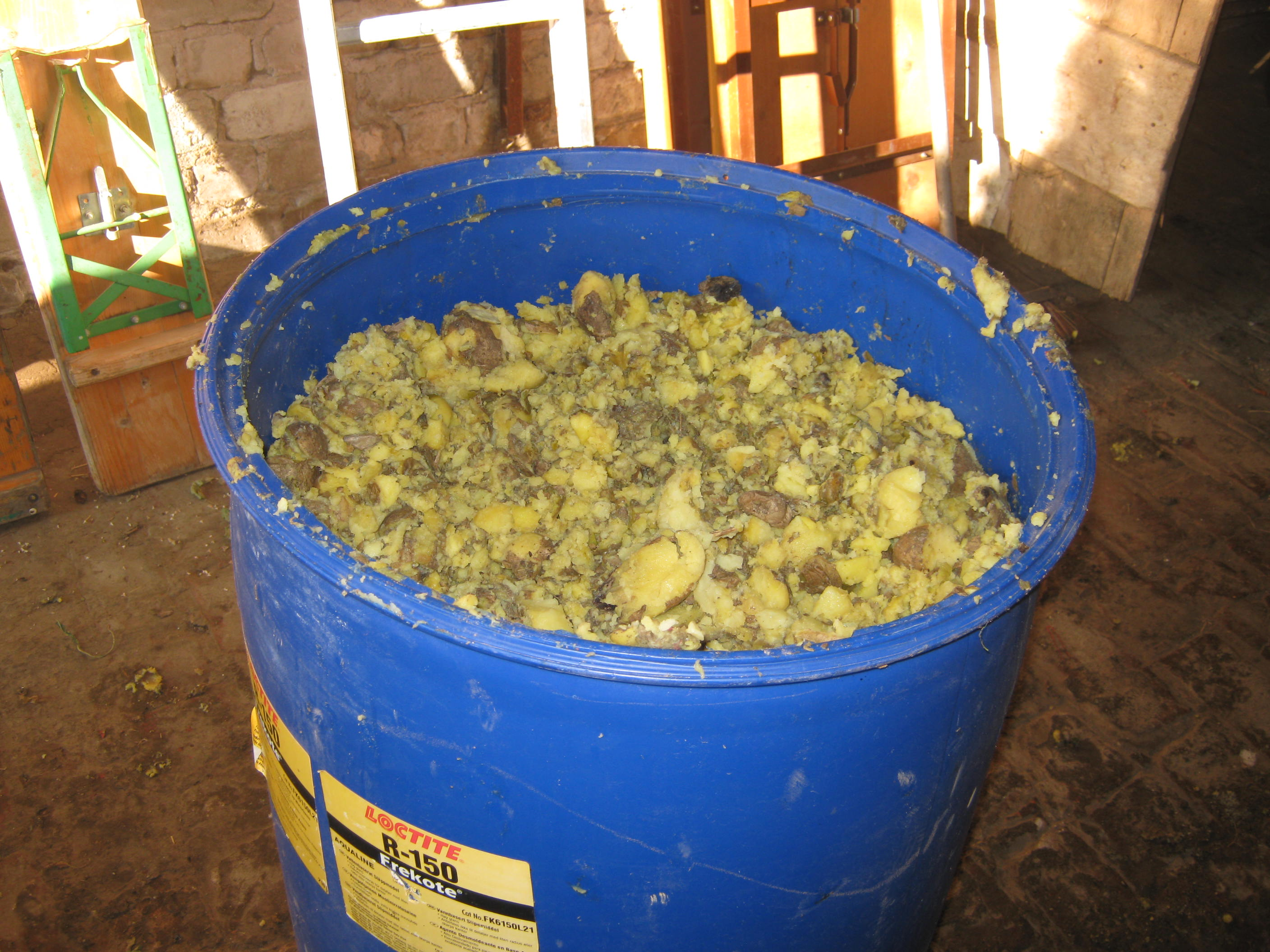
Gedämpfte Futterkartoffeln in Futterfass
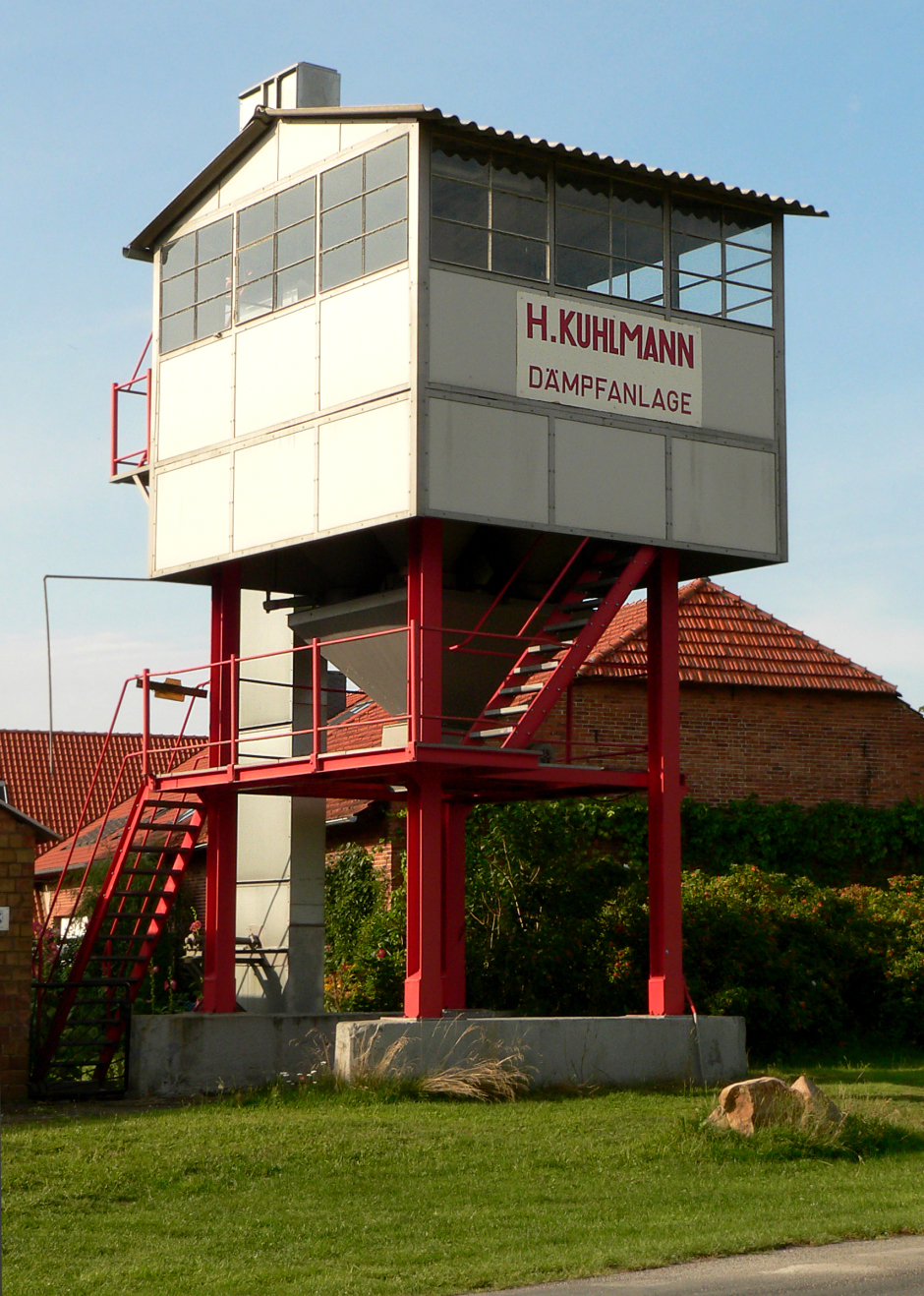
Restaurierte Kartoffeldämpfanlage Stöckse
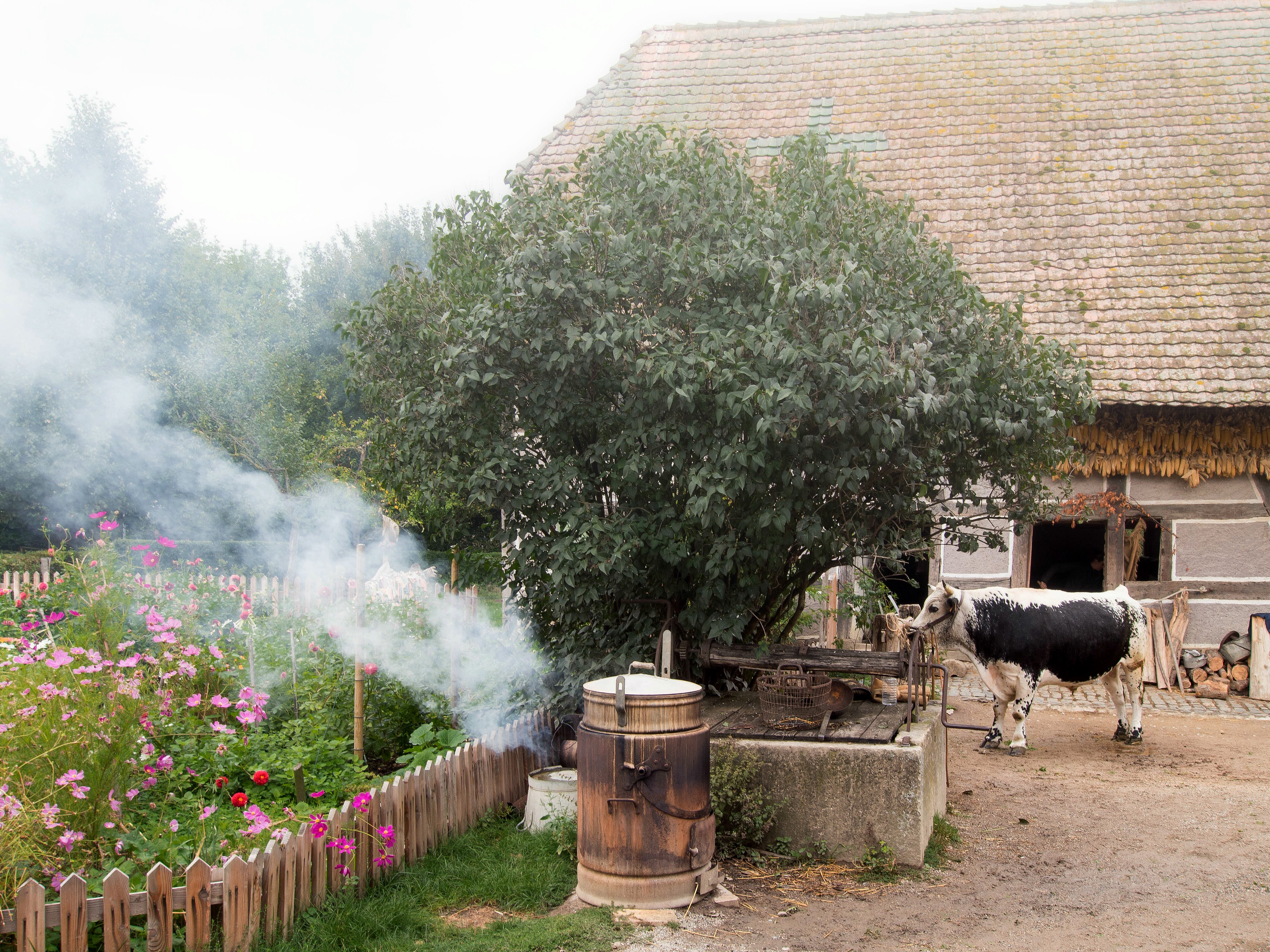
Kartoffeldämpfer im elsässischen Bauernmuseum in Ungersheim